# The Internet Takeover
The Internet Takeover era un programa de radio británico de la BBC Radio 1, emitido los lunes por la noche y presentado por varias personalidades del mundo del Internet, tales como Dan Howell, Phil Lester, Tyler Oakley, Troye Sivan, Joe Sugg, Zoe Sugg, Charlie McDonnell y Caspar Lee, entre otros. Fue sucesor del programa Dan and Phil, antiguamente presentado por Dan Howell y Phil Lester, el cual incorporaba varias características de este.

## Presentadores
Los principales anfitriones del programa eran Howell y Lester, quienes presentaban el espectáculo el primer lunes de cada mes. Los otros lunes el programa era presentado por varias otras personalidades del mundo del Internet, algunas de los cuales fueron:
| - Zoe Sugg - Tyler Oakley - Troye Sivan - Tom Ridgewell - Joe Sugg - Louise Pentland - Patricia Bright - Marcus Butler - Caspar Lee | - Jack Howard y Dean Dobbs - Charlie McDonnell - Alfie Deyes - Jim Chapman - Dan Middleton - Rose and Rosie - Benjamin Cook (Ben Cook) - Emma Blackery y Luke Cutforth |